# تشارلز بلات (مؤلف)
تشارلز بلات (بالإنجليزية: Charles Platt)‏ (9 مايو 1945، لندن الكبرى في المملكة المتحدة)؛ صحفي وروائي أمريكي.